# Kerobokan Kelod
Kerobokan Kelod is een bestuurslaag in het regentschap Badung van de provincie Bali, Indonesië. Kerobokan Kelod telt 16.804 inwoners (volkstelling 2010).